# Edmond Sacré
Edmond Sacré (Gent, 1851 - 1921) was een Belgisch fotograaf die ruim archief aan foto's naliet aan de stad Gent.
Hij was lid van de Association Belge de la Photographie.

## Gentse beelden
Sacré was een van de fotografen van de wereldtentoonstelling van 1913 te Gent maar fotografeerde ook gebouwen, verbouwingen, straatbeelden, landschappen en pleinen van en rond Gent. Op het einde van de 19e eeuw wijzigde Gent door het Zolikofer-De Vigneplan en de wereldtentoonstelling. Hij maakte duizenden foto's waardoor het vijf jaar duurde alvorens alles bekeken en geklasseerd was.

## Erkentelijkheden
- Een boek met hoofdzakelijk fotomateriaal van zijn hand werd in 2012 uitgegeven door het Stadsmuseum Gent, tegelijkertijd met een tentoonstelling over de fotograaf.[3]
- Hij won een aantal nationale en internationale prijzen.

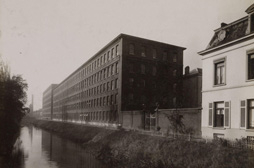
La Lys, katoenspinnerij aan de Leiekaai

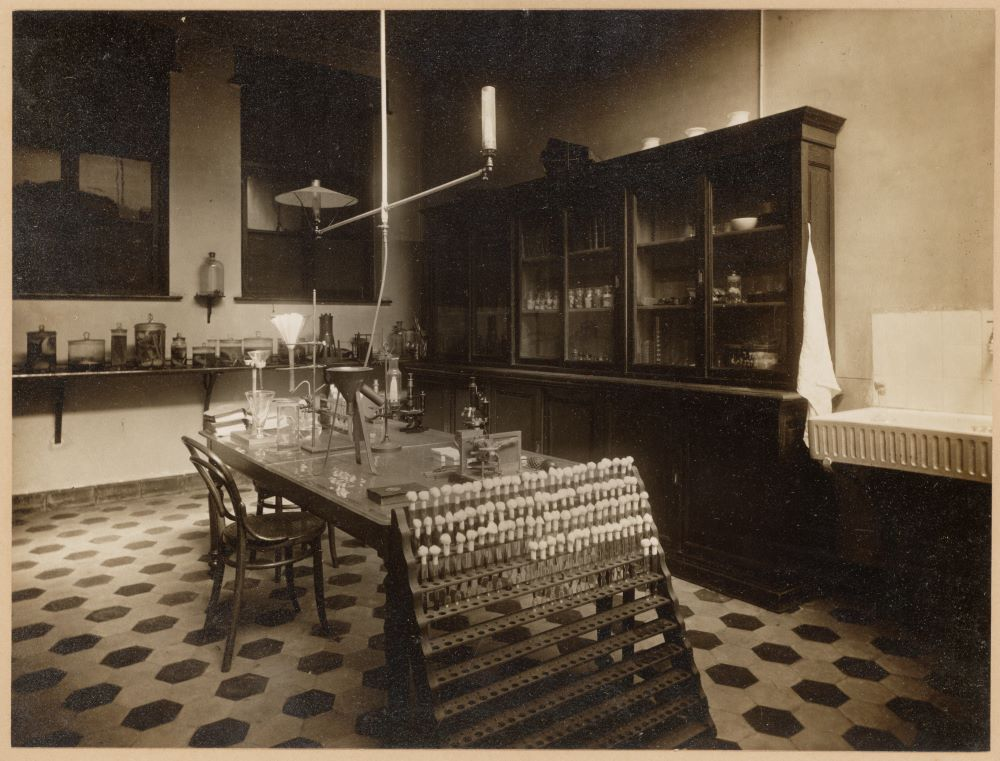
Binnenzicht van laboratorium van een slachthuis

- Bibliothèque nationale de France: cb16705724b (data)
- Gemeinsame Normdatei: 1018928685
- International Standard Name Identifier: 0000 0003 6648 5066
- Library of Congress Control Number: n2013007151
- PIC: 276465
- RKD-Nederlands Instituut voor Kunstgeschiedenis: 388317
- Système universitaire de documentation: 15744029X
- Virtual International Authority File: 230046924
- WorldCat: E39PBJdgX7KqGxQfkXBKwjjgrq